# Acanthomyops
Acanthomyops é um gênero de insetos, pertencente a família Formicidae.

## Espécies
- Acanthomyops arizonicus
- Acanthomyops bureni
- Acanthomyops californicus
- Acanthomyops claviger
- Acanthomyops clavigeroides
- Acanthomyops colei
- Acanthomyops coloradensis
- Acanthomyops creightoni
- Acanthomyops flavus
- Acanthomyops interjectus
- Acanthomyops latipes
- Acanthomyops mexicanus
- Acanthomyops murphii
- Acanthomyops murphyi
- Acanthomyops nearcticus
- Acanthomyops occidentalis
- Acanthomyops parvula
- Acanthomyops plumopilosus
- Acanthomyops pogonogynus
- Acanthomyops pubescens
- Acanthomyops subglaber